# تخت ابونصر (داستان کوتاه)
«تخت ابونصر» داستان کوتاهی از نویسندهٔ ایرانی، صادق هدایت است که نخستین بار در سال ۱۳۲۱ خورشیدی، همراه با هفت داستان دیگر در مجموعهٔ سگ ولگرد منتشر شد.

## خلاصهٔ داستان
گروهی از باستان‌شناسان آمریکایی به‌رهبری دکتر وارنر در محوطهٔ تخت ابونصر مومیایی به‌نام سیمویه را می‌یابند. سیمویه توسط زن و خواهرش، گوراندخت، همراه با زن جدیدش خورشید خانم، به‌دلیل حسادت، با شرابی خواب‌آلود به خواب کاذب یا بوشاسپ فرو رفته است و گوراندخت نیز به‌خواست خود همراه با آنان زنده‌به‌گور شده است. سیمویه با کشف رمز طلسمی توسط دکتر وارنر، از خواب چندهزارساله بیدار می‌شود و به سراغ زن مطربی به‌نام خورشید می‌رود که هم‌نام معشوق او است و ...

## نقدها و دیدگاه‌ها
به‌گفتهٔ محمد علی همایون کاتوزیان، «تخت ابونصر» از آن دسته داستان‌های صادق هدایت است که علاقهٔ وی به فرهنگ و آیین‌های باستانی ایرانی را نشان می‌دهد.
به‌گفتهٔ شریفی ولدانی و چهارمحالی، صادق هدایت در داستان «تخت ابونصر» آیین قدیمی سگ‌دید را بازتاب داده است و نظیر این رسم در صحنهٔ زنده کردن سیمویه که «اینگا»، سگ قهوه‌ای گروه هم حضور دارد، دیده می‌شود.
به‌گفتهٔ محمد بهارلو «تخت ابونصر» تجربهٔ ممتازی در داستان‌نویسی هدایت است و در آن وحدتی میان واقعیت و رؤیا، بیداری و خواب، و جریان زندگی و ظهور مرگ برقرار است. به‌باور بهارلو در این داستان نشانهٔ تعابیر فرویدی را می‌توان یافت. مثلاً وقتی اعضای گروه باستان‌شناس دکتر وارنر را که به اجرای وصیت‌نامهٔ سیمویه اصرار می‌ورزد متهم به خرافه‌پرستی می‌کنند، او در پاسخ می‌گوید: «من اعتقادی به خرافات ندارم ولی در بی‌اعتقادی خودم هم متعصب نیستم، فقط در عقاید آن زمان [گذشتگان] کنجکاو شده‌ام.» و این گفته به‌نوعی نوشتهٔ فروید در پایان کتاب آیندهٔ یک وهم را واخوانی می‌کند: «نه، علم ما وهم نیست. اما این تصور که آن‌چه را علم نمی‌تواند به ما بدهد می‌توانیم از جایی دیگر گیر بیاوریم وهم است.»